# Cane da valanga

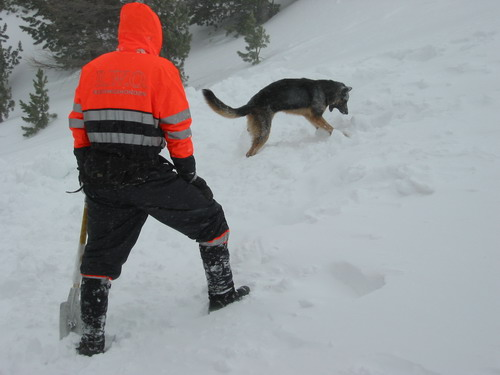
Un Pastore tedesco scava nella neve alla ricerca di un disperso.

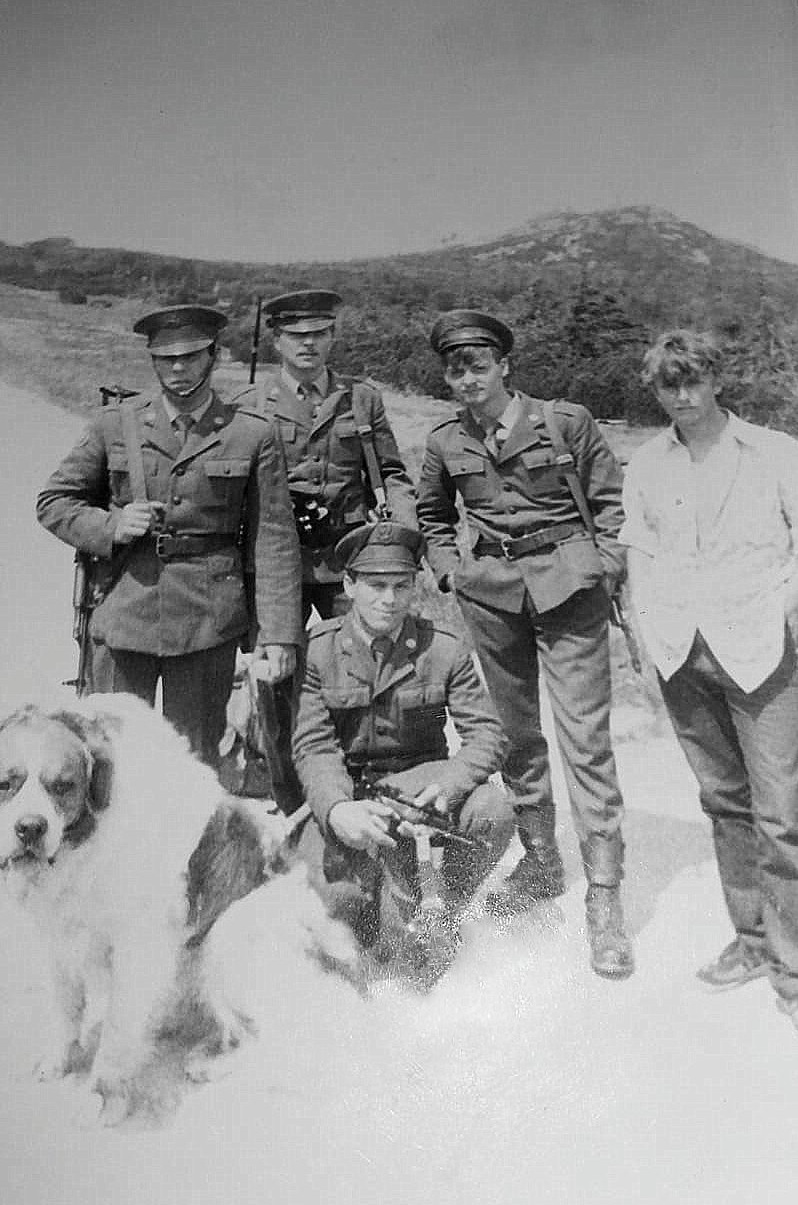
Truppe da frontiera polacche con San Bernardo per la ricerca in montagna

I cani da valanga sono cani addestrati per la ricerca delle persone disperse sotto una valanga.

## Descrizione
Sebbene ci siano resoconti sull'uso dei cani da valanga anche in epoche anteriori al XX secolo, l'addestramento delle prime unità cinofile appositamente per questo scopo risalgono alla fine degli anni trenta, ad opera di Ferdinand Schmutz. 
Schmutz prese tale idea da un evento accaduto nel 1938, quando sul Monte Schilthorn un piccolo meticcio di nome Moritzli prese parte alle operazioni di salvataggio, trovando uno dei dispersi sotto la valanga.
Nel 1940, l'iniziativa di Schmutz venne appoggiata dall'esercito degli Stati Uniti, e durante la seconda guerra mondiale, numerosi cani furono inviati come aiuto ai soldati schierati nelle zone di montagna.
All'inizio i cani da valanga erano principalmente San Bernardo, oggi si preferiscono razze come il Pastore belga Malinois, il Labrador ed il Pastore Tedesco. Più in generale, si cercano qualità come robustezza, coraggio e socievolezza con gli altri cani.